# メリトポリ空軍基地
メリトポリ空軍基地（メリトポリくうぐんきち、ウクライナ語: Авіабаза Мелітополь）は、ザポリージャ州メリトポリに位置する、ウクライナ空軍の基地である。Il-76MD輸送機を運用する第25輸送航空旅団が所在している。
2022年のロシアによるウクライナ侵攻中の2月24日、ロシア連邦軍によるロケット弾攻撃を受けた。

## 所在部隊
- 空軍司令部直轄部隊隷下
  - 第25輸送航空旅団（ウクライナ語版） - Il-76MD